# Geraint Davies
Geraint Richard Davies, född 3 maj 1960 i Chester i Cheshire, är en brittisk politiker (Labour/Co-operative). Han var 1997–2005 ledamot av underhuset för Croydon Central och är sedan 2010 ledamot för Swansea West.
Davies var lokalpolitiker i Croydon från 1986 till 1997.